# Una nueva dimensión musical
Una Nueva Dimensión Musical es el primer álbum de estudio del grupo mexicano, Dinora y La Juventud. Fue lanzado el 28 de agosto de 2000 y fue producido por Salomón Guajardo, más conocido como miembro de Los Barón de Apodaca. El sencillo líder, A Puro Dolor, alcanzó la posición número 15 en la lista Regional Mexican Songs y la número 46 en Latin Airplay de la famosa lista Billboard.

## Listado de canciones
| N.º | Título                       | Escritor(es)                     | Duración |  |
| 1.  | «A Puro Dolor»               | Omar Alfanno                     | 3:06     |  |
| 2.  | «Quiéreme Más»               | Denise de Kalafe                 | 2:37     |  |
| 3.  | «Errores y Defectos»         | Martinha                         | 3:39     |  |
| 4.  | «Frente a Frente»            | Manuel Alejandro • Ana Magdalena | 3:30     |  |
| 5.  | «Inolvidable»                | Juan Arturo Gutiérrez            | 3:00     |  |
| 6.  | «Pobre Gorrión»              | Esperanza Acevedo Ossa           | 3:08     |  |
| 7.  | «Ni Que Estuviera Loca»      | (Pendiente)                      | 2:14     |  |
| 8.  | «Todo Me Recuerda a Ti»      | Michael H. Goldsen               | 3:24     |  |
| 9.  | «Hipocresía»                 | Juan Arturo Gutiérrez            | 3:42     |  |
| 10. | «Me Muero Por Estar Contigo» | Pedro Villar                     | 4:11     |  |